# Рутка (селище)
Ру́тка (рос. Рутка, марій. Рутка) — селище у складі Кілемарського району Марій Ел, Росія. Входить до складу Кум'їнського сільського поселення.

## Населення
Населення — 58 осіб (2010; 89 у 2002).
Національний склад (станом на 2002 рік):
- росіяни — 91 %